# رخساره
رُخساره (به انگلیسی: Facies) ظاهر و ویژگی‌های یک واحد سنگی است که شرایط تشکیل آن را نشان می‌دهد.
تنوع رخساره‌ها در سنگ‌های دگرگونی ناحیه‌ای زیاد است و به همین دلیل بر حسب کارشناسان مختلف به دسته‌های کوچکتر و زیررخساره‌ها تقسیم‌بندی شده است. در درجات ضعیف‌تر، تشخیص رخساره‌های دگرگونی ناحیه‌ای از دگرگونی دینامیکی آسان نیست. رخساره‌های مهم دگرگونی ناحیه‌ای شامل رخساره شیت سبز، رخساره آمفیبولیت و رخساره گرانولیت می‌باشد. در بعضی شرایط، رخساره اکلوژیتی را جزو رخساره‌های دگرگونی ناحیه‌ای به حساب می‌آورند.

## رخساره‌های رسوبی
رخسارهٔ رسوبی رخساره‌ای چینه‌شناختی است که ازنظر ویژگی‌های سنگ‌شناختی و دیرینه‌شناختی با سایر قسمت‌های یک واحد چینه‌شناختی متفاوت است. اگر تقسیم‌بندی واحد چینه‌شناختی بر پایهٔ دانه‌های سنگی و کانی‌ها صورت بگیرد به سنگ‌رخساره lithofacies گفته می‌شود و اگر تقسیم‌بندی واحد چینه‌شناختی بر پایهٔ فسیل‌های موجود در سنگ انجام شود آن را زیست‌رخساره biofacies می‌گویند.
زون زیست‌چینه‌شناختی در یک توالی سنگی ساده که معرف محیطی با مجموعهٔ فسیلی از خصوصیات یک زیست‌زون زنده است نیز زون زیست‌رخساره‌ای biofacial zone نام دارد.